# Coppa del Mondo di sci alpino 1984
La Coppa del Mondo di sci alpino 1984 fu la diciottesima edizione della manifestazione organizzata dalla Federazione Internazionale Sci; ebbe inizio il 1º dicembre 1983 a Kranjska Gora, in Jugoslavia, e si concluse il 24 marzo 1984 a Oslo, in Norvegia. Nel corso della stagione si tennero a Sarajevo i XIV Giochi olimpici invernali, non validi ai fini della Coppa del Mondo, il cui calendario contemplò dunque un'interruzione durante il mese di febbraio.
In campo maschile furono disputate 37 gare (10 discese libere, 4 supergiganti, 8 slalom giganti, 10 slalom speciali, 5 combinate), in 22 diverse località. Lo svizzero Pirmin Zurbriggen si aggiudicò la Coppa del Mondo generale; il suo connazionale Urs Räber vinse la Coppa di discesa libera, lo svedese Ingemar Stenmark quella di slalom gigante e il lussemburghese Marc Girardelli quella di slalom speciale. Lo statunitense Phil Mahre era il detentore uscente della Coppa generale.
In campo femminile furono disputate 34 gare (8 discese libere, 2 supergiganti, 7 slalom giganti, 11 slalom speciali, 6 combinate), in 18 diverse località. La svizzera Erika Hess si aggiudicò sia la Coppa del Mondo generale, sia quella di slalom gigante; la sua connazionale Maria Walliser vinse la Coppa di discesa libera e la statunitense Tamara McKinney quella di slalom speciale. La McKinney era la detentrice uscente della Coppa generale.

## Uomini

### Risultati
| Data             | Località               | Nazione        | Pista                | Spec. | Primo             | Secondo                        | Terzo                            |
| ---------------- | ---------------------- | -------------- | -------------------- | ----- | ----------------- | ------------------------------ | -------------------------------- |
| 2 dicembre 1983  | Kranjska Gora          | Jugoslavia     | Podkoren             | SL    | Andreas Wenzel    | Petăr Popangelov               | Paul Frommelt                    |
| 4 dicembre 1983  | Schladming             | Austria        |                      | DH    | Erwin Resch       | Harti Weirather                | Steve Podborski                  |
| 9 dicembre 1983  | Val-d'Isère            | Francia        |                      | DH    | Franz Heinzer     | Todd Brooker                   | Harti Weirather                  |
| 10 dicembre 1983 | Val-d'Isère            | Francia        |                      | SG    | Hans Enn          | Pirmin Zurbriggen              | Jure Franko                      |
| 10 dicembre 1983 | Val-d'Isère            | Francia        |                      | KB    | Franz Heinzer     | Pirmin Zurbriggen              | Leonhard Stock                   |
| 12 dicembre 1983 | Les Diablerets         | Svizzera       |                      | GS    | Max Julen         | Pirmin Zurbriggen              | Jure Franko                      |
| 13 dicembre 1983 | Courmayeur             | Italia         |                      | SL    | Ingemar Stenmark  | Bojan Križaj                   | Steve Mahre                      |
| 18 dicembre 1983 | Val Gardena            | Italia         | Saslong              | DH    | Urs Räber         | Todd Brooker                   | Steve Podborski                  |
| 19 dicembre 1983 | Madonna di Campiglio   | Italia         | 3-Tre                | SG    | Pirmin Zurbriggen | Martin Hangl                   | Leonhard Stock                   |
| 20 dicembre 1983 | Madonna di Campiglio   | Italia         | 3-Tre                | SL    | Ingemar Stenmark  | Robert Zoller                  | Petăr Popangelov                 |
| 20 dicembre 1983 | Madonna di Campiglio   | Italia         | 3-Tre                | KB    | Andreas Wenzel    | Thomas Bürgler                 | Alex Giorgi                      |
| 7 gennaio 1984   | Laax                   | Svizzera       |                      | DH    | Urs Räber         | Franz Klammer                  | Michael Mair                     |
| 10 gennaio 1984  | Adelboden              | Svizzera       | Chuenisbärgli        | GS    | Ingemar Stenmark  | Hubert Strolz                  | Pirmin Zurbriggen                |
| 15 gennaio 1984  | Wengen                 | Svizzera       | Lauberhorn           | DH    | Bill Johnson      | Anton Steiner                  | Erwin Resch                      |
| 16 gennaio 1984  | Parpan                 | Svizzera       |                      | SL    | Marc Girardelli   | Paolo De Chiesa                | Andreas Wenzel                   |
| 17 gennaio 1984  | Parpan                 | Svizzera       |                      | SL    | Ingemar Stenmark  | Marc Girardelli                | Franz Gruber                     |
| 17 gennaio 1984  | Wengen Parpan          | Svizzera       | Lauberhorn ?         | KB    | Andreas Wenzel    | Anton Steiner                  | Peter Lüscher                    |
| 21 gennaio 1984  | Kitzbühel              | Austria        | Streif               | DH    | Franz Klammer     | Erwin Resch                    | Anton Steiner                    |
| 22 gennaio 1984  | Kitzbühel              | Austria        | Ganslern             | SL    | Marc Girardelli   | Franz Gruber                   | Bojan Križaj                     |
| 22 gennaio 1984  | Kitzbühel              | Austria        | Streif Ganslern      | KB    | Anton Steiner     | Pirmin Zurbriggen              | Phil Mahre                       |
| 23 gennaio 1984  | Kirchberg in Tirol     | Austria        |                      | GS    | Ingemar Stenmark  | Marc Girardelli                | Jörgen Sundqvist                 |
| 28 gennaio 1984  | Garmisch-Partenkirchen | Germania Ovest | Kandahar             | DH    | Steve Podborski   | Erwin Resch                    | Franz Klammer                    |
| 29 gennaio 1984  | Garmisch-Partenkirchen | Germania Ovest | Kandahar             | SG    | Andreas Wenzel    | Pirmin Zurbriggen              | Hans Enn                         |
| 29 gennaio 1984  | Garmisch-Partenkirchen | Germania Ovest | Kandahar             | KB    | Pirmin Zurbriggen | Andreas Wenzel                 | Peter Müller                     |
| 2 febbraio 1984  | Cortina d'Ampezzo      | Italia         | Olimpia delle Tofane | DH    | Helmut Höflehner  | Urs Räber                      | Conradin Cathomen                |
| 4 febbraio 1984  | Borovec                | Bulgaria       |                      | GS    | Ingemar Stenmark  | Marc Girardelli                | Roberto Erlacher                 |
| 5 febbraio 1984  | Borovec                | Bulgaria       |                      | SL    | Marc Girardelli   | Ingemar Stenmark               | Franz Gruber                     |
| 4 marzo 1984     | Aspen                  | Stati Uniti    |                      | DH    | Bill Johnson      | Helmut Höflehner Anton Steiner |                                  |
| 5 marzo 1984     | Aspen                  | Stati Uniti    |                      | GS    | Pirmin Zurbriggen | Marc Girardelli                | Phil Mahre                       |
| 6 marzo 1984     | Vail                   | Stati Uniti    |                      | SL    | Robert Zoller     | Petăr Popangelov               | Lars-Göran Halvarsson Phil Mahre |
| 7 marzo 1984     | Vail                   | Stati Uniti    |                      | GS    | Ingemar Stenmark  | Pirmin Zurbriggen              | Hans Enn                         |
| 11 marzo 1984    | Whistler               | Canada         |                      | DH    | Bill Johnson      | Helmut Höflehner               | Pirmin Zurbriggen                |
| 17 marzo 1984    | Åre                    | Svezia         |                      | GS    | Hans Enn          | Hubert Strolz                  | Ingemar Stenmark                 |
| 18 marzo 1984    | Åre                    | Svezia         |                      | SL    | Marc Girardelli   | Franz Gruber                   | Lars-Göran Halvarsson            |
| 20 marzo 1984    | Oppdal                 | Norvegia       |                      | SG    | Pirmin Zurbriggen | Marc Girardelli                | Jure Franko                      |
| 23 marzo 1984    | Oslo                   | Norvegia       |                      | GS    | Hans Enn          | Alex Giorgi                    | Thomas Bürgler                   |
| 24 marzo 1984    | Oslo                   | Norvegia       |                      | SL    | Marc Girardelli   | Ingemar Stenmark               | Paolo De Chiesa                  |

Legenda:

DH = discesa libera

SG = supergigante

GS = slalom gigante

SL = slalom speciale

KB = combinata

### Classifiche

#### Generale

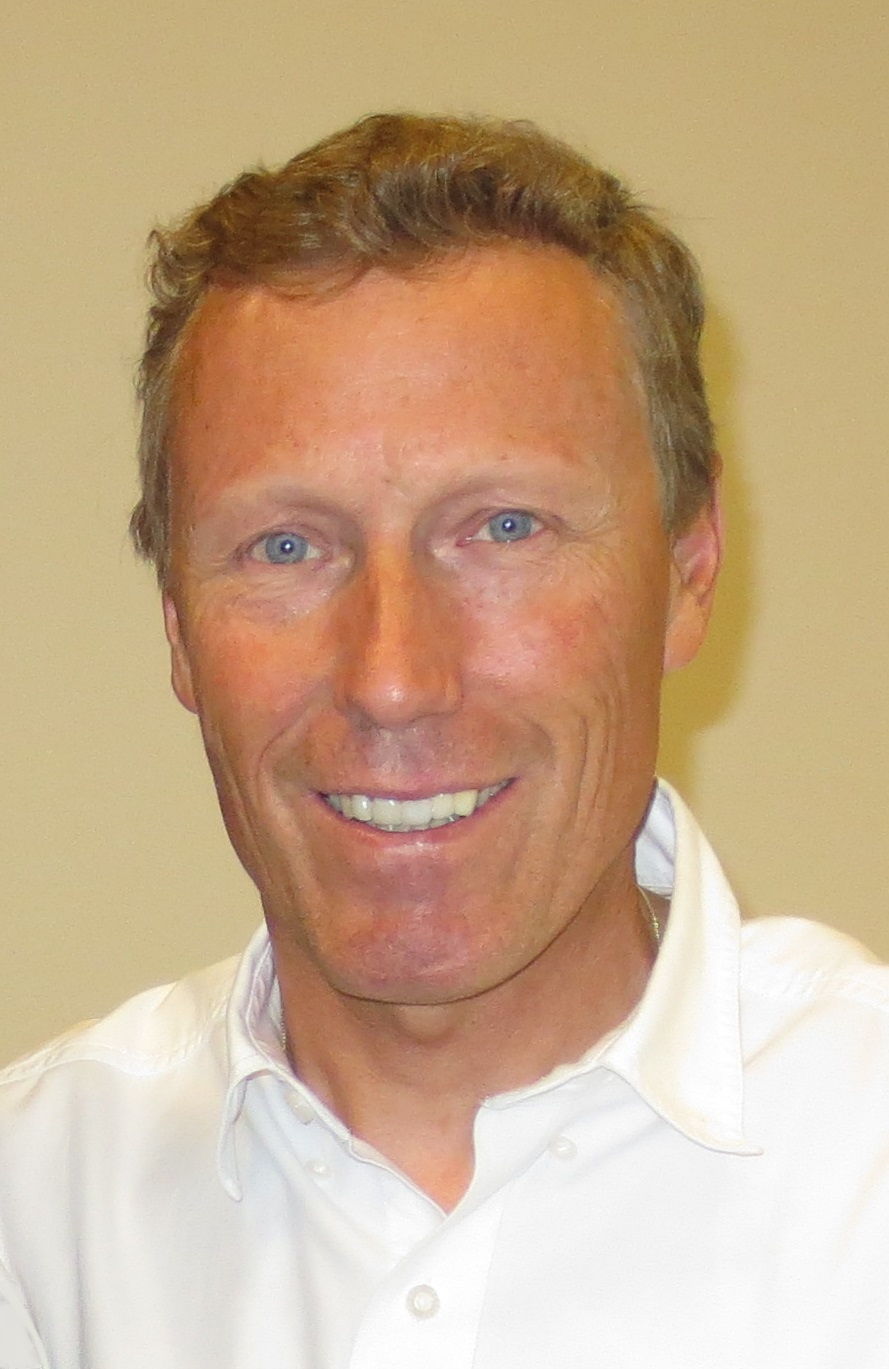
Pirmin Zurbriggen nel 2014

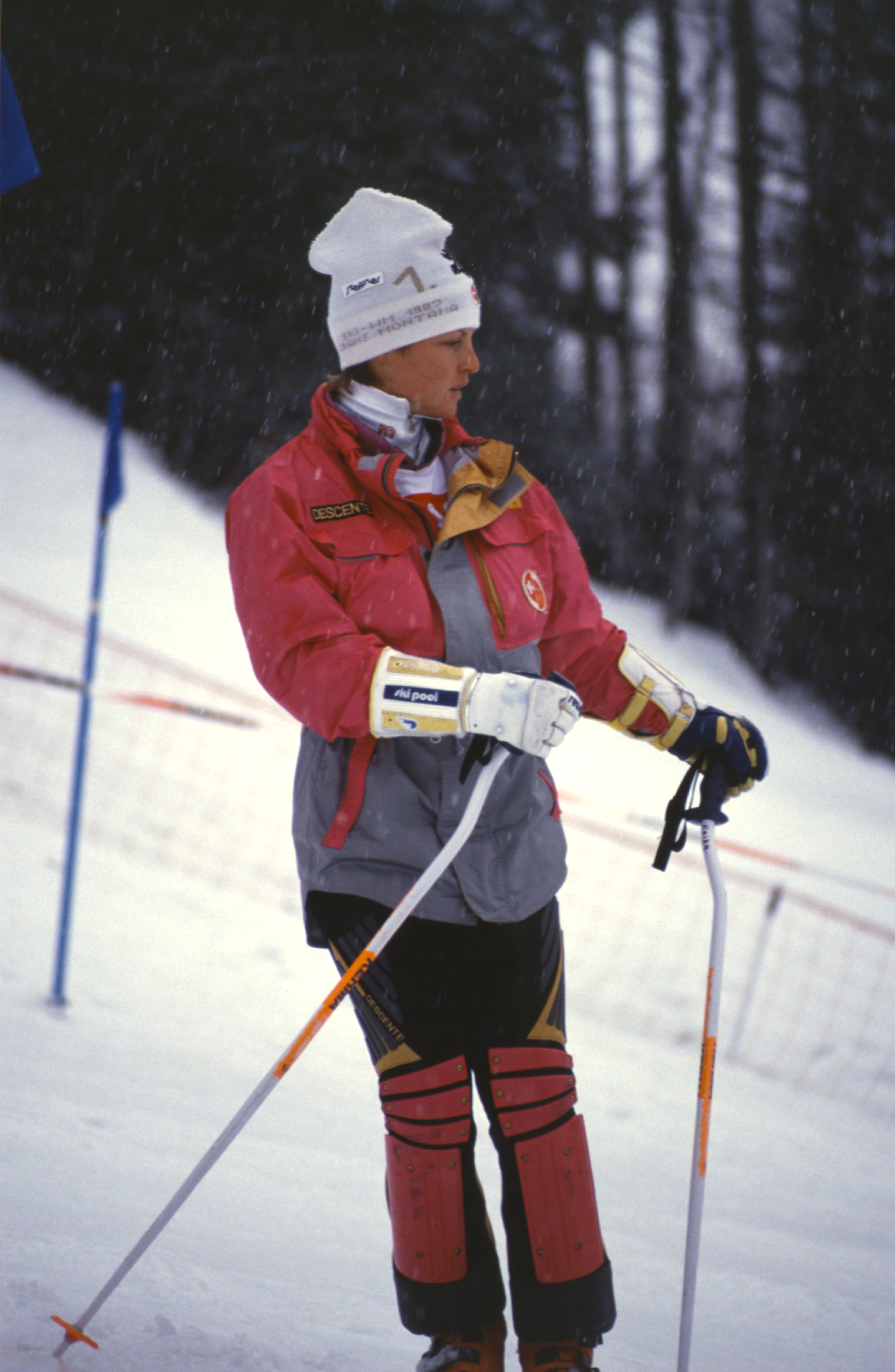
Erika Hess nel 1987

| Pos. | Nome              | Nazione       | Punti |
| ---- | ----------------- | ------------- | ----- |
| 1    | Pirmin Zurbriggen | Svizzera      | 256   |
| 2    | Ingemar Stenmark  | Svezia        | 230   |
| 3    | Marc Girardelli   | Lussemburgo   | 222   |
| 4    | Andreas Wenzel    | Liechtenstein | 191   |
| 5    | Anton Steiner     | Austria       | 148   |
| 6    | Franz Heinzer     | Svizzera      | 129   |
| 7    | Urs Räber         | Svizzera      | 118   |
| 8    | Franz Gruber      | Austria       | 113   |
| 9    | Alex Giorgi       | Italia        | 107   |
| 10   | Bojan Križaj      | Jugoslavia    | 106   |

#### Discesa libera
| Pos. | Nome            | Nazione     | Punti |
| ---- | --------------- | ----------- | ----- |
| 1    | Urs Räber       | Svizzera    | 94    |
| 2    | Erwin Resch     | Austria     | 91    |
| 3    | Bill Johnson    | Stati Uniti | 87    |
| 4    | Franz Klammer   | Austria     | 79    |
| 5    | Steve Podborski | Canada      | 76    |

#### Slalom gigante
| Pos. | Nome              | Nazione     | Punti |
| ---- | ----------------- | ----------- | ----- |
| 1    | Ingemar Stenmark  | Svezia      | 115   |
| 2    | Pirmin Zurbriggen | Svizzera    | 115   |
| 3    | Hans Enn          | Austria     | 105   |
| 4    | Marc Girardelli   | Lussemburgo | 92    |
| 5    | Jure Franko       | Jugoslavia  | 68    |

#### Slalom speciale
| Pos. | Nome             | Nazione     | Punti |
| ---- | ---------------- | ----------- | ----- |
| 1    | Marc Girardelli  | Lussemburgo | 125   |
| 2    | Ingemar Stenmark | Svezia      | 115   |
| 3    | Franz Gruber     | Austria     | 82    |
| 4    | Petăr Popangelov | Bulgaria    | 77    |
| 5    | Bojan Križaj     | Jugoslavia  | 66    |

#### Combinata
Nel 1984 fu anche stilata la classifica della combinata, sebbene non venisse assegnato alcun trofeo al vincitore.
| Pos. | Nome              | Nazione       | Punti |
| ---- | ----------------- | ------------- | ----- |
| 1    | Andreas Wenzel    | Liechtenstein | 90    |
| 2    | Pirmin Zurbriggen | Svizzera      | 65    |
| 3    | Anton Steiner     | Austria       | 54    |
| 4    | Franz Heinzer     | Svizzera      | 37    |
| 5    | Thomas Bürgler    | Svizzera      | 28    |

## Donne

### Risultati
| Data             | Località                       | Nazione        | Pista    | Spec. | Prima             | Seconda              | Terza                  |
| ---------------- | ------------------------------ | -------------- | -------- | ----- | ----------------- | -------------------- | ---------------------- |
| 1º dicembre 1983 | Kranjska Gora                  | Jugoslavia     | Podkoren | SL    | Erika Hess        | Tamara McKinney      | Małgorzata Tlałka      |
| 7 dicembre 1983  | Val-d'Isère                    | Francia        |          | DH    | Irene Epple       | Ariane Ehrat         | Caroline Attia         |
| 8 dicembre 1983  | Val-d'Isère                    | Francia        |          | DH    | Maria Walliser    | Irene Epple          | Lea Sölkner            |
| 11 dicembre 1983 | Val-d'Isère                    | Francia        |          | GS    | Erika Hess        | Perrine Pelen        | Hanni Wenzel           |
| 11 dicembre 1983 | Val-d'Isère                    | Francia        |          | KB    | Irene Epple       | Erika Hess           | Hanni Wenzel           |
| 14 dicembre 1983 | Sestriere                      | Italia         |          | SL    | Maria Rosa Quario | Roswitha Steiner     | Erika Hess             |
| 14 dicembre 1983 | Val-d'Isère Sestriere          | Francia Italia |          | KB    | Erika Hess        | Lea Sölkner          | Christin Cooper        |
| 17 dicembre 1983 | Piancavallo                    | Italia         |          | SL    | Roswitha Steiner  | Małgorzata Tlałka    | Maria Rosa Quario      |
| 21 dicembre 1983 | Haus                           | Austria        |          | DH    | Hanni Wenzel      | Irene Epple          | Maria Walliser         |
| 22 dicembre 1983 | Haus                           | Austria        |          | GS    | Hanni Wenzel      | Maria Epple          | Christin Cooper        |
| 7 gennaio 1984   | Puy-Saint-Vincent              | Francia        |          | DH    | Gerry Sorensen    | Veronika Vitzthum    | Maria Walliser         |
| 8 gennaio 1984   | Puy-Saint-Vincent              | Francia        |          | SG    | Laurie Graham     | Michela Figini       | Debbie Armstrong       |
| 8 gennaio 1984   | Puy-Saint-Vincent              | Francia        |          | KB    | Gerry Sorensen    | Irene Epple          | Marina Kiehl           |
| 13 gennaio 1984  | Bad Gastein                    | Austria        |          | DH    | Hanni Wenzel      | Irene Epple          | Maria Walliser         |
| 14 gennaio 1984  | Bad Gastein                    | Austria        |          | SL    | Perrine Pelen     | Roswitha Steiner     | Dorota Tlałka          |
| 14 gennaio 1984  | Bad Gastein                    | Austria        |          | KB    | Hanni Wenzel      | Olga Charvátová      | Tamara McKinney        |
| 15 gennaio 1984  | Maribor                        | Jugoslavia     |          | SL    | Erika Hess        | Tamara McKinney      | Christin Cooper        |
| 21 gennaio 1984  | Verbier                        | Svizzera       |          | DH    | Maria Walliser    | Holly Flanders       | Olga Charvátová        |
| 22 gennaio 1984  | Verbier                        | Svizzera       |          | SL    | Anni Kronbichler  | Maria Epple          | Erika Hess             |
| 22 gennaio 1984  | Verbier                        | Svizzera       |          | KB    | Erika Hess        | Olga Charvátová      | Brigitte Oertli        |
| 23 gennaio 1984  | Limone Piemonte                | Italia         |          | SL    | Daniela Zini      | Maria Rosa Quario    | Christin Cooper        |
| 28 gennaio 1984  | Megève                         | Francia        |          | DH    | Michela Figini    | Elisabeth Kirchler   | Sylvia Eder            |
| 29 gennaio 1984  | Saint-Gervais-les-Bains        | Francia        |          | GS    | Erika Hess        | Christin Cooper      | Carole Merle           |
| 29 gennaio 1984  | Megève Saint-Gervais-les-Bains | Francia        |          | KB    | Michela Figini    | Elisabeth Kirchler   | Liisa Savijarvi        |
| 3 marzo 1984     | Mont-Sainte-Anne               | Canada         |          | DH    | Holly Flanders    | Marie-Luce Waldmeier | Sylvia Eder            |
| 4 marzo 1984     | Mont-Sainte-Anne               | Canada         |          | SG    | Marina Kiehl      | Elisabeth Kirchler   | Christin Cooper        |
| 7 marzo 1984     | Lake Placid                    | Stati Uniti    |          | GS    | Christin Cooper   | Marina Kiehl         | Maria Epple            |
| 10 marzo 1984    | Waterville Valley              | Stati Uniti    |          | SL    | Tamara McKinney   | Brigitte Gadient     | Perrine Pelen          |
| 11 marzo 1984    | Waterville Valley              | Stati Uniti    |          | GS    | Tamara McKinney   | Erika Hess           | Christin Cooper        |
| 17 marzo 1984    | Jasná                          | Cecoslovacchia |          | GS    | Erika Hess        | Michela Figini       | Christin Cooper        |
| 18 marzo 1984    | Jasná                          | Cecoslovacchia |          | SL    | Roswitha Steiner  | Perrine Pelen        | Paoletta Magoni        |
| 20 marzo 1984    | Zwiesel                        | Germania Ovest |          | SL    | Hanni Wenzel      | Tamara McKinney      | Perrine Pelen          |
| 21 marzo 1984    | Zwiesel                        | Germania Ovest |          | GS    | Tamara McKinney   | Erika Hess           | Blanca Fernández Ochoa |
| 24 marzo 1984    | Oslo                           | Norvegia       |          | SL    | Tamara McKinney   | Dorota Tlałka        | Perrine Pelen          |

Legenda:

DH = discesa libera

SG = supergigante

GS = slalom gigante

SL = slalom speciale

KB = combinata

### Classifiche

#### Generale
| Pos. | Nome               | Nazione        | Punti |
| ---- | ------------------ | -------------- | ----- |
| 1    | Erika Hess         | Svizzera       | 247   |
| 2    | Hanni Wenzel       | Liechtenstein  | 238   |
| 3    | Tamara McKinney    | Stati Uniti    | 195   |
| 4    | Irene Epple        | Germania Ovest | 178   |
| 5    | Michela Figini     | Svizzera       | 166   |
| 6    | Christin Cooper    | Stati Uniti    | 161   |
| 7    | Olga Charvátová    | Cecoslovacchia | 153   |
| 8    | Maria Walliser     | Svizzera       | 131   |
| 9    | Marina Kiehl       | Germania Ovest | 126   |
| 10   | Elisabeth Kirchler | Austria        | 122   |
| 10   | Perrine Pelen      | Francia        | 122   |

#### Discesa libera
| Pos. | Nome           | Nazione        | Punti |
| ---- | -------------- | -------------- | ----- |
| 1    | Maria Walliser | Svizzera       | 95    |
| 2    | Irene Epple    | Germania Ovest | 94    |
| 3    | Hanni Wenzel   | Liechtenstein  | 77    |
| 4    | Gerry Sorensen | Canada         | 70    |
| 5    | Michela Figini | Svizzera       | 67    |

#### Slalom gigante
| Pos. | Nome            | Nazione        | Punti |
| ---- | --------------- | -------------- | ----- |
| 1    | Erika Hess      | Svizzera       | 115   |
| 2    | Christin Cooper | Stati Uniti    | 90    |
| 3    | Tamara McKinney | Stati Uniti    | 85    |
| 4    | Marina Kiehl    | Germania Ovest | 77    |
| 5    | Hanni Wenzel    | Liechtenstein  | 69    |

#### Slalom speciale
| Pos. | Nome              | Nazione     | Punti |
| ---- | ----------------- | ----------- | ----- |
| 1    | Tamara McKinney   | Stati Uniti | 110   |
| 2    | Roswitha Steiner  | Austria     | 100   |
| 3    | Perrine Pelen     | Francia     | 90    |
| 4    | Erika Hess        | Svizzera    | 89    |
| 5    | Maria Rosa Quario | Italia      | 77    |

#### Combinata
Nel 1984 fu anche stilata la classifica della combinata, sebbene non venisse assegnato alcun trofeo alla vincitrice.
| Pos. | Nome            | Nazione        | Punti |
| ---- | --------------- | -------------- | ----- |
| 1    | Erika Hess      | Svizzera       | 79    |
| 2    | Irene Epple     | Germania Ovest | 77    |
| 3    | Olga Charvátová | Cecoslovacchia | 76    |
| 4    | Hanni Wenzel    | Liechtenstein  | 69    |
| 5    | Michela Figini  | Svizzera       | 67    |